# Mức giá
Mức giá chung là thước đo giả thuyết về giá chung cho một số nhóm hàng hóa và dịch vụ (giỏ tiêu dùng), trong nền kinh tế hoặc liên minh tiền tệ trong một khoảng thời gian nhất định (thường là một ngày), được chuẩn hóa so với một số cơ sở. Thông thường, mức giá chung xấp xỉ với chỉ số giá hàng ngày, thường là CPI hàng ngày. Mức giá chung có thể thay đổi nhiều hơn một lần mỗi ngày trong quá trình siêu lạm phát.

## Nền tảng lý thuyết
Sự phân đôi cổ điển là giả định rằng có một sự phân biệt tương đối rõ ràng giữa tăng hoặc giảm giá chung và các biến kinh tế cơ bản trên danh nghĩa. Như vậy, nếu giá tổng thể tăng hoặc giảm, người ta cho rằng sự thay đổi này có thể được chia như sau:
Cho một tập {\displaystyle C} của hàng hóa và dịch vụ, tổng giá trị giao dịch trong {\displaystyle C} ở thời điểm {\displaystyle t} Là
{\displaystyle \sum _{c\,\in \,C}(p_{c,t}\cdot q_{c,t})=\sum _{c\,\in \,C}[(P_{t}\cdot p'_{c,t})\cdot q_{c,t}]=P_{t}\cdot \sum _{c\,\in \,C}(p'_{c,t}\cdot q_{c,t})}
tại đó
{\displaystyle q_{c,t}\,} đại diện cho số lượng {\displaystyle c} ở thời điểm {\displaystyle t}
{\displaystyle p_{c,t}\,} đại diện cho giá hiện hành của {\displaystyle c} ở thời điểm {\displaystyle t}
{\displaystyle p'_{c,t}} đại diện cho giá thực tế của {\displaystyle c} ở thời điểm {\displaystyle t}
{\displaystyle P_{t}} là mức giá tại thời điểm {\displaystyle t}
Mức giá chung được phân biệt với một chỉ số giá trong đó sự tồn tại của cựu phụ thuộc vào sự phân đôi cổ điển, trong khi sau này chỉ đơn giản là một tính toán, và nhiều như vậy sẽ có thể bất kể chúng có ý nghĩa hay không.

## Ý nghĩa
Nếu, thực sự một thành phần mức giá chung có thể được phân biệt, thì có thể đo lường sự khác biệt về giá chung giữa hai khu vực hoặc khoảng. Ví dụ, tỷ lệ lạm phát có thể được đo là
{\displaystyle {\frac {(P_{t_{1}}-P_{t_{0}})/P_{t_{0}}}{t_{1}-t_{0}}}}
và tăng trưởng hay thu hẹp kinh tế thực sự có thể được phân biệt với sự thay đổi giá đơn thuần bằng cách làm giảm GDP hoặc một số biện pháp khác.
{\displaystyle {\frac {(GDP)_{t_{1}}}{P_{t_{1}}}}-{\frac {(GDP)_{t_{0}}}{P_{t_{0}}}}}

## Đo lường mức giá
Các chỉ số áp dụng là chỉ số giá tiêu dùng (CPI), Bộ giảm giá mặc định và Chỉ số giá sản xuất.
Các chỉ số giá không chỉ ảnh hưởng đến tỷ lệ lạm phát, mà còn là một phần của sản lượng và năng suất thực sự.